# استمناع
الاستمناع (بالإنجليزية: Immunogenicity)‏ هي قدرة مادة معينة مثل مولد الضد أو التكوين الفوقي على حث الاستجابة المناعية لجسم الإنسان أو الحيوان. بمعنى آخر، الاستمناع هو القدرة على تحفيز استجابة مناعية خلوية أو خلطية.
إن قدرة مولد الضد على إثارة استجابة مناعية تدعى استمناعا، وهذه الاستجابة قد تكون خلطية أو خلوية.